# Pim Verbeek
Pim Verbeek (født 12. marts 1956, død 28. november 2019) var en nederlandsk fodboldspiller og træner.